# Frederico Gil
Pour les articles homonymes, voir Gil.
Frederico Gil, né le 24 mars 1985 à Lisbonne, est un joueur portugais de tennis, professionnel depuis 2003.
En 2010, il devient le premier joueur de tennis portugais à atteindre une finale ATP en simple, lors du tournoi d'Estoril.

## Carrière
Dixième joueur mondial en simple et 8e en double chez les juniors, il a notamment remporté à deux reprises le Banana Bowl (catégorie A) en double à São Paulo et a atteint la finale en simple. En Grand Chelem, il n'a pas fait mieux qu'un troisième tour, tout comme chez les professionnels par ailleurs. Il passe professionnel à la fin de l'année 2003.
Pour sa première participation à un tournoi ATP en 2006, il atteint les quarts de finale à Estoril. Il réalise la même performance en 2008 mais il échoue contre Roger Federer. Cette année-là, il participe à ses trois premiers tournois du Grand Chelem, mais il est chaque fois battu au premier tour par Jérémy Chardy. Il remportera son premier match en Grand Chelem en 2011, à son 10e essais.
En 2009, il accède aux demi-finales de l'Open du Brésil avec un statut de spécial exempt. Il se distingue également lors du Masters de Miami où il atteint le troisième tour en éliminant Ivo Karlović avant de céder contre Rafael Nadal. Il enchaîne sur un quart à Casablanca et un second tour à Barcelone. En août, il élimine Márcos Baghdatís et Philipp Petzschner puis se qualifie pour les huitièmes de finale du tournoi de New Haven.
Le 9 mai 2010, il participe à la finale du tournoi d'Estoril devant son public contre Albert Montañés. Il a auparavant éliminé Florian Mayer, Santiago Giraldo, Rui Machado et Guillermo García-López. Il s'incline au bout du suspense sur le score de 6-2, 6-74, 7-5. En avril 2011, il réalise l'une des meilleures performances de sa carrière en atteignant les quarts de finale du Masters de Monte-Carlo grâce à une victoire sur Gaël Monfils (7-66, 6-2).
En 2013, alors qu'il est sur la pente descendante, il interrompt sa saison au mois de mai pour soigner une blessure. Il revient difficilement sur le circuit dix mois plus tard mais ne parvient pas à retrouver son meilleur niveau.
Il compte à son palmarès six tournois Challenger en simple : Sassuolo en 2006, Séville en 2007, Sassuolo et Istanbul en 2008, Naples en 2009 et Milan en 2010. En double, il a remporté sept tournois.

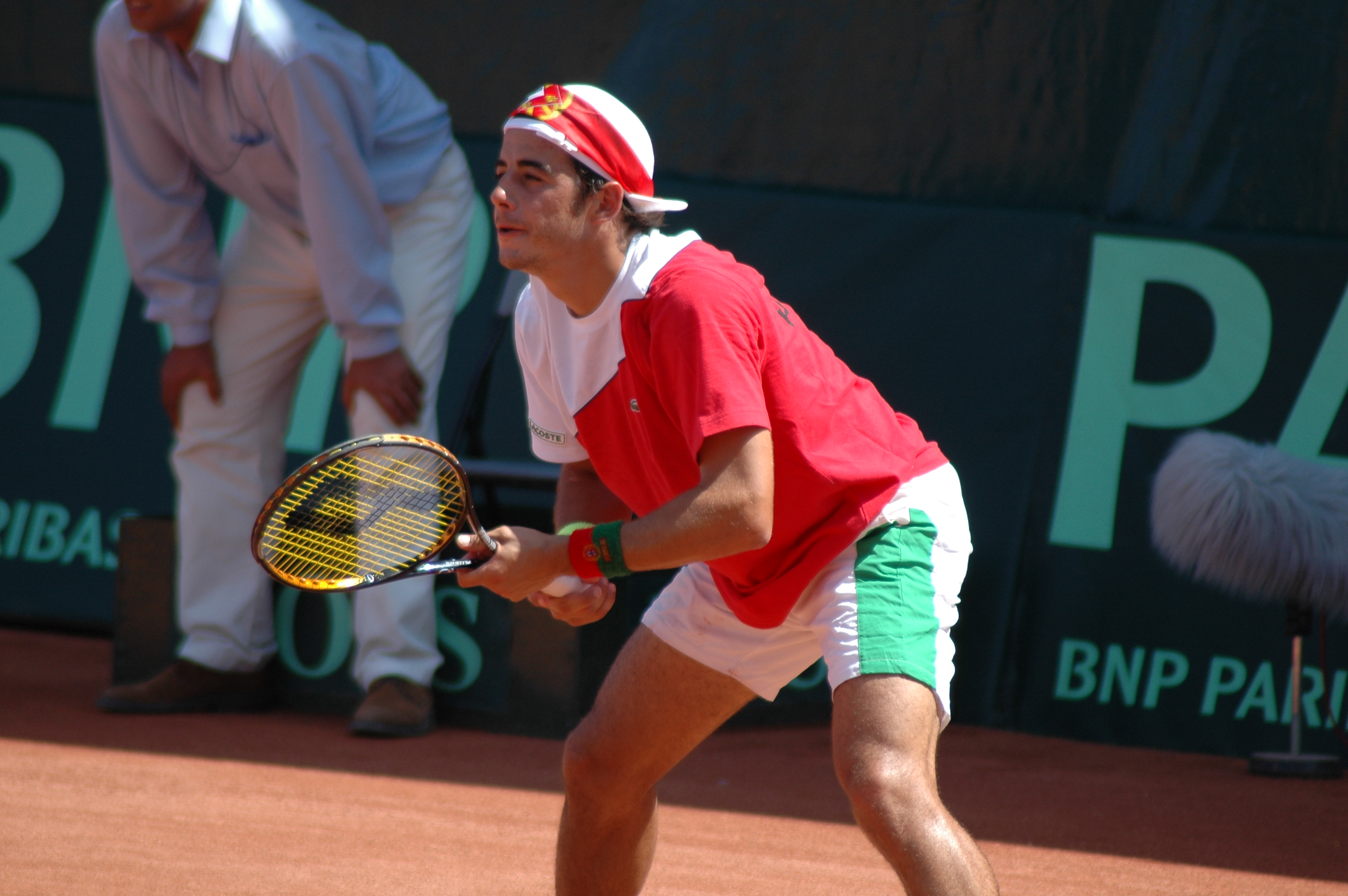
Frederico Gil lors de la Coupe Davis 2006 contre le Maroc.

Il est membre de l'équipe du Portugal de Coupe Davis depuis 2004. Il a participé à 7 rencontres dans le groupe I de la zone Europe et a affronté des joueurs comme Stanislas Wawrinka, Gilles Müller ou encore Dudi Sela.
Il réside à Sintra et a été membre du club de Tennis de Oeiras. João Cunha e Silva, Juan Manuel Esparcia et Bernardo Mota ont été ses entraîneurs successifs.
Joueur de fond de court, terrien naturel, il possède un coup droit à la fois lifté et puissant qui lui permet de dicter l'échange, son revers est quant à lui solide mais moins percutant. Son jeu de jambes et ses déplacements sont rapides.

## Palmarès

### Titre en simple messieurs
Aucun

### Finale en simple messieurs
| No | Date       | Nom et lieu du tournoi | Catégorie | Dotation  | Surface      | Vainqueur       | Score          |          |
| -- | ---------- | ---------------------- | --------- | --------- | ------------ | --------------- | -------------- | -------- |
| 1  | 03-05-2010 | Estoril Open, Estoril  | ATP 250   | 398 250 € | Terre (ext.) | Albert Montañés | 6-2, 64-7, 7-5 | Parcours |

### Titre en double messieurs
| No | Date       | Nom et lieu du tournoi | Catégorie | Dotation  | Surface      | Partenaire           | Finalistes                   | Score             |          |
| -- | ---------- | ---------------------- | --------- | --------- | ------------ | -------------------- | ---------------------------- | ----------------- | -------- |
| 1  | 30-01-2012 | VTR Open Viña del Mar  | ATP 250   | 398 250 $ | Terre (ext.) | Daniel Gimeno-Traver | Pablo Andújar Carlos Berlocq | 1-6, 7-5, [12-10] | Parcours |

### Finale en double messieurs
Aucune

## Parcours dans les tournois duGrand Chelem

### En simple
| Année | Open d'Australie | Open d'Australie | Internationaux de France | Internationaux de France | Wimbledon       | Wimbledon     | US Open         | US Open          |
| ----- | ---------------- | ---------------- | ------------------------ | ------------------------ | --------------- | ------------- | --------------- | ---------------- |
| 2008  | —                | —                | 1er tour (1/64)          | Jérémy Chardy            | 1er tour (1/64) | Jérémy Chardy | 1er tour (1/64) | Jérémy Chardy    |
| 2009  | —                | —                | 1er tour (1/64)          | David Ferrer             | 1er tour (1/64) | P.-H. Mathieu | 1er tour (1/64) | Somdev Devvarman |
| 2010  | 1er tour (1/64)  | David Ferrer     | —                        | —                        | 1er tour (1/64) | M. Granollers | 1er tour (1/64) | John Isner       |
| 2011  | 2e tour (1/32)   | Gaël Monfils     | 1er tour (1/64)          | Márcos Baghdatís         | 1er tour (1/64) | Dudi Sela     | 1er tour (1/64) | A. Dolgopolov    |
| 2012  | 3e tour (1/16)   | J.-W. Tsonga     | —                        | —                        | —               | —             | —               | —                |

N.B. : à droite du résultat se trouve le nom de l'ultime adversaire.

### En double
| Année | Open d'Australie           | Open d'Australie          | Internationaux de France  | Internationaux de France | Wimbledon                     | Wimbledon              | US Open                 | US Open                |
| ----- | -------------------------- | ------------------------- | ------------------------- | ------------------------ | ----------------------------- | ---------------------- | ----------------------- | ---------------------- |
| 2008  | —                          | —                         | —                         | —                        | 2e tour (1/16) Dick Norman    | Petr Pála Igor Zelenay | —                       | —                      |
| 2009  | —                          | —                         | —                         | —                        | 1er tour (1/32) L. Arnold Ker | F. Čermák M. Mertiňák  | —                       | —                      |
| 2010  | 1er tour (1/32) K. Vliegen | F. López R. Schüttler     | —                         | —                        | —                             | —                      | 1/8 de finale D. Gimeno | Łukasz Kubot O. Marach |
| 2011  | —                          | —                         | 1er tour (1/32) R. Wassen | A. Golubev D. Istomin    | 1er tour (1/32) R. Ramírez    | M. Llodra N. Zimonjić  | —                       | —                      |
| 2012  | 1er tour (1/32) D. Gimeno  | Eric Butorac Bruno Soares | —                         | —                        | —                             | —                      | —                       | —                      |

N.B. : le nom du ou de la partenaire se trouve sous le résultat ; le nom des ultimes adversaires se trouve à droite.

## Parcours dans lesMasters 1000
| Année | Indian Wells       | Miami                 | Monte-Carlo             | Rome | Madrid | Canada | Cincinnati | Shanghai | Paris |
| ----- | ------------------ | --------------------- | ----------------------- | ---- | ------ | ------ | ---------- | -------- | ----- |
| 2009  | —                  | 3e tour R. Nadal      | —                       | —    | —      | —      | —          | —        | —     |
| 2010  | 1er tour P. Cuevas | —                     | —                       | —    | —      | —      | —          | —        | —     |
| 2011  | —                  | 2e tour N. Almagro    | 1/4 de finale A. Murray | —    | —      | —      | —          | —        | —     |
| 2012  | 2e tour John Isner | 2e tour Kohlschreiber | 2e tour G. Simon        | —    | —      | —      | —          | —        | —     |

N.B. : sous le résultat se trouve le nom de l’ultime adversaire.

## Classements ATP en fin de saison
| Année          | 2002 | 2003 | 2004 | 2005 | 2006 | 2007 | 2008 | 2009 | 2010 | 2011 | 2012 | 2013 | 2014 | 2015 | 2016 |
| Rang en simple | 1220 | 1002 | 632  | 272  | 155  | 143  | 111  | 69   | 101  | 102  | 137  | 825  | 614  | 744  | 420  |
| Rang en double | 996  | 1314 | 392  | 380  | 263  | 169  | 117  | 228  | 135  | 244  | 161  | 606  | 493  | 699  | 288  |

Source : (en) Classements de Frederico Gil sur le site officiel de la Fédération internationale de tennis